# ريتش غوسلين
ريتش غوسلين هو لاعب هوكي الجليد كندي، ولد في 25 أبريل 1956 في وينيبيغ في كندا.

## وصلات خارجية
- ريتش غوسلين على موقع EliteProspects.com (الإنجليزية)
- ريتش غوسلين على موقع Eurohockey.com (الإنجليزية)
- ريتش غوسلين على موقع HockeyDB.com (الإنجليزية)
- ريتش غوسلين على موقع Hockey-Reference.com (الإنجليزية)